# Michał Olejniczak
Michał Olejniczak (* 31. Januar 2001 in Gorzów Wielkopolski) ist ein polnischer Handballspieler.

## Karriere

### Verein
Michał Olejniczak lernte das Handballspielen bei UKS Miś Gorzów Wielkopolski. 2017 wechselte der 1,93 m große mittlere Rückraumspieler zum polnischen Zweitligisten SMS Gdańsk. Seit 2020 läuft er für den polnischen Spitzenklub Industria Kielce auf. Mit Kielce gewann er 2021, 2022 und 2023 die polnische Meisterschaft sowie 2021 und 2025 den Pokal. In der EHF Champions League 2021/22 unterlag er mit dem Team dem FC Barcelona im Endspiel mit 35:37 nach Siebenmeterwerfen. Ein Jahr später verlor er mit Kielce das Finale gegen den SC Magdeburg mit 29:30 nach Verlängerung.

### Nationalmannschaft
Mit der polnischen Nationalmannschaft belegte  Olejniczak bei der Europameisterschaft 2020 den 21. Platz, bei der Weltmeisterschaft 2021 den 13. Platz und bei der Europameisterschaft 2022 den 12. Platz. Bei der Weltmeisterschaft 2025 warf er elf Tore in sieben Spielen und belegte mit dem Team den 26. Platz.
Insgesamt bestritt er mindestens 76 Länderspiele, in denen er 127 Tore erzielte.